# Dihammaphora chontalensis
Dihammaphora chontalensis là một loài bọ cánh cứng trong họ Cerambycidae.